# Caiac

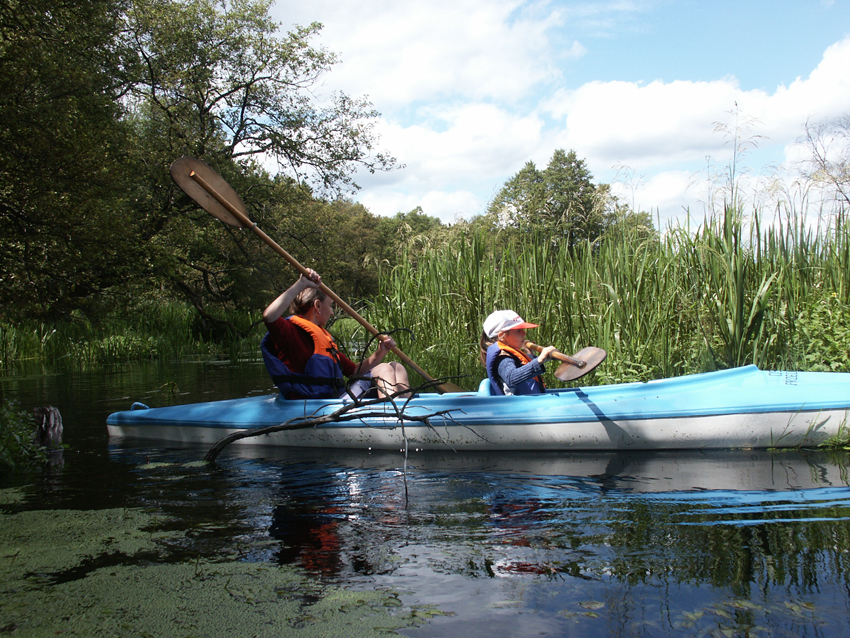
Un caiac

El caiac és una petita piragua propulsada per humans. Típicament és propulsada per un o diversos caiaquistes que utilitzen pales dobles i s'asseuen mirant endavant amb les cames lleugerament flexionades.

## Història
El vocable caiac (qajaq) originari de les tribus Aleutianes significa "embarcació de caçador" i es refereix a una embarcació construïda d'ossos i de pell de foca que s'utilitzava per caçar, pescar, transportar el producte de la caça i realitzar extenses excursions en recerca de les preses. El seu origen es remunta a uns 5.000 anys d'antiguitat i era usat en diferents versions pels pobles originaris d'Alaska, el nord del Canadà i Groenlàndia. Els caiacs dels esquimals anaven tancats en la seva banyera amb una pell lligada a la roba del tripulant, amb la mateixa funció que els actuals cobrebanyeres, però amb l'inconvenient que no permetia al tripulant separar-se de l'embarcació; per solucionar els dos problemes principals que es creaven en bolcar (ofegar-se o morir congelat) els esquimals van inventar la tècnica de l'esquimotatge, mitjançant la qual podien tornar a redreçar l'embarcació després de la bolcada.

## Diferències entre piragua, caiac i canoa[3]
La piragua és un tipus d'embarcació llarga i estreta propulsada per rems, vela o pales que s'utilitza per a la navegació en llac, riu o mar. Té els seus orígens en la prehistòria i es construïa buidant i perfilant el tronc d'un arbre.
En l'actualitat es consideren dos tipus de piragües: canoa i caiac.
A la canoa el tripulant s'impulsa amb una pala d'una fulla i la seva posició és de genolls, dominant el rumb de l'embarcació únicament amb la pala, mitjançant la tècnica del repaleig.
Al caiac el tripulant va assegut i utilitza una pala de doble fulla (una a cada costat de la perxa) que alternativament fica a l'aigua per propulsar i dirigir el caiac, la qual cosa permet major maniobrabilitat i velocitat que en una canoa. Acostuma a ésser més estret i lleuger i la coberta, a diferència de la canoa, està tancada, excepte en el caiac sit on top on el caiaquista va assegut per sobre de la superfície de l'aigua.

## Parts d'un caiac
- Casc: és la part del caiac que està en contacte amb l'aigua i defineix les seves característiques principals com estabilitat, velocitat, direccionalitat i maniobrabilitat.
- Coberta: és la part superior del caiac, que cobreix el casc i protegeix el caiaquista dels elements.
- Cabina o banyera o cockpit: és l'orifici on el caiaquista va assegut dins del caiac.
- Quilla: part inferior i eix de simetria del casc que li dona la direcció d'avanç.
- Mampares o envans: separacions interiors entre la cabina i els compartiments estancs de càrrega.
- Compartiments estancs: compartiments secs per a càrrega i per donar-li flotació al caiac. S'hi accedeix a través de les escotilles o compartiments.
- Caps de coberta: caps elàstics per subjectar articles sobre la coberta del caiac.
- Timó: peça retràctil similar a una aleta, que ajuda a adreçar el caiac en condicions de vent i corrents.
- Orsa: peça retràctil similar a una aleta, que augmenta la resistències lateral i ajuda a estabilitzar el caiac en condicions de vent i corrents.

## Tipus de caiacs
Existeixen diferents tipus de caiac, ja sigui s'utilitzin per navegar en aigües tranquil·les o en aigües ràpides. Totes utilitzen la pala com a element propulsor.
El caiac de riu, per exemple, és curt i aplatat, amb una màniga més ampla i d'eslora més curta. El caiaquista utilitza musleras, que s'ajusta a les seves cames per dominar l'embarcació amb moviments del tronc.
Quant al caiac d'aigües braves, és més curt i compta amb cubrebanyeres, que cobreix la part oberta de la canoa impedint que pugui entrar aigua. El kayakista, d'altra banda, fa servir casc.
En el caiac-pol (un esport que es juga amb pilota), en canvi, s'utilitzen vaixells de tres metres de longitud, fabricats en plàstic o fibres. Tens les puntes rodones i compten amb proteccions d'escuma perquè, enmig d'un partit, no danyin a altres palistes en cas d'impacte. Solen tenir poc volum, especialment en la popa, permetent que el palista realitzi girs sobre el seu eix.L'objectiu és anotar en l'arc o porteria rival el màxim possible.

## Paleig i maniobres en caiac[5]
- Pujar al caiac: Se situa el caiac paral·lel a la riba i se subjecta la banyera. A continuació es creua la pala per darrere de la banyera mentre que amb l'altra mà se subjecta la part davantera. En aquest moment es pot introduir una cama en l'embarcació utilitzant com a punts de suport la mà dreta, que subjecta la pala, i l'esquerra, sobre un punt de la riba lleugerament més elevat que el caiac. Seguidament llisca el cos i s'introdueix l'altra cama, mantenint els mateixos punts de suport. Es flexionen els genolls i s'estiren les cames sota la coberta de proa i, finalment, s'ajusta la posició dins del caiac perquè sigui el més còmoda possible.
- Asseure's en el caiac : Seure correctament en el caiac evitarà futures lesions d'esquena per la qual cosa haurà d'evitar qualsevol postura que no permeti tenir la columna alineada i les espatlles cap enrere, mantenint la silueta a S. En molts caiacs el palista pot seure amb els genolls flexionats i els peus sobre el reposapeus de l'embarcació.
- Bolcar amb un caiac[6] Cal esperar que el caiac hagi bolcat totalment abans d'intentar sortir-ne. Després es deixa anar el tapa banyeres, es treuen els genolls de la coberta de proa, es flexiona el cos cap endavant i, mantenint el contacte manual amb el caiac, es puja a la superfície. Cal tractar de no treure el cap a la superfície fins que les cames no estiguin totalment fora de l'embarcació, per evitar possibles situacions perilloses.
- Empunyadura de la pala
- Maneig de la pala
- Paleig cap endavant
- Paleig cap enrere
- Aturar el caiac
- Palada circular endavant
- Palada circular enrere
- Palada en vuit
- Girs escorats
- Timoneig de proa
- Timoneig de popa
- Esquimotatge

## Elecció del caiac[7]
A l'hora de triar el caiac s'ha de tenir present l'activitat que es vol realitzar(pesca, apnea, lleure, etc.), els tipus de caiacs, els materials de construcció i el disseny